# HMAS Canberra (LHD-02)
HMAS Canberra (LHD-02) je vrtulníková výsadková loď Australského královské námořnictva. Jedná se o jednu ze dvou jednotek třídy Canberra.

## Stavba
Kýl lodi byl založen ve španělské loděnici Navantia (tato loděnice postavila např. španělskou loď Juan Carlos I) v roce 2009. Spuštěna na vodu byla 17. února 2011 a dne 28. listopadu 2014 byla Canberra uvedena do služby.

## Výzbroj

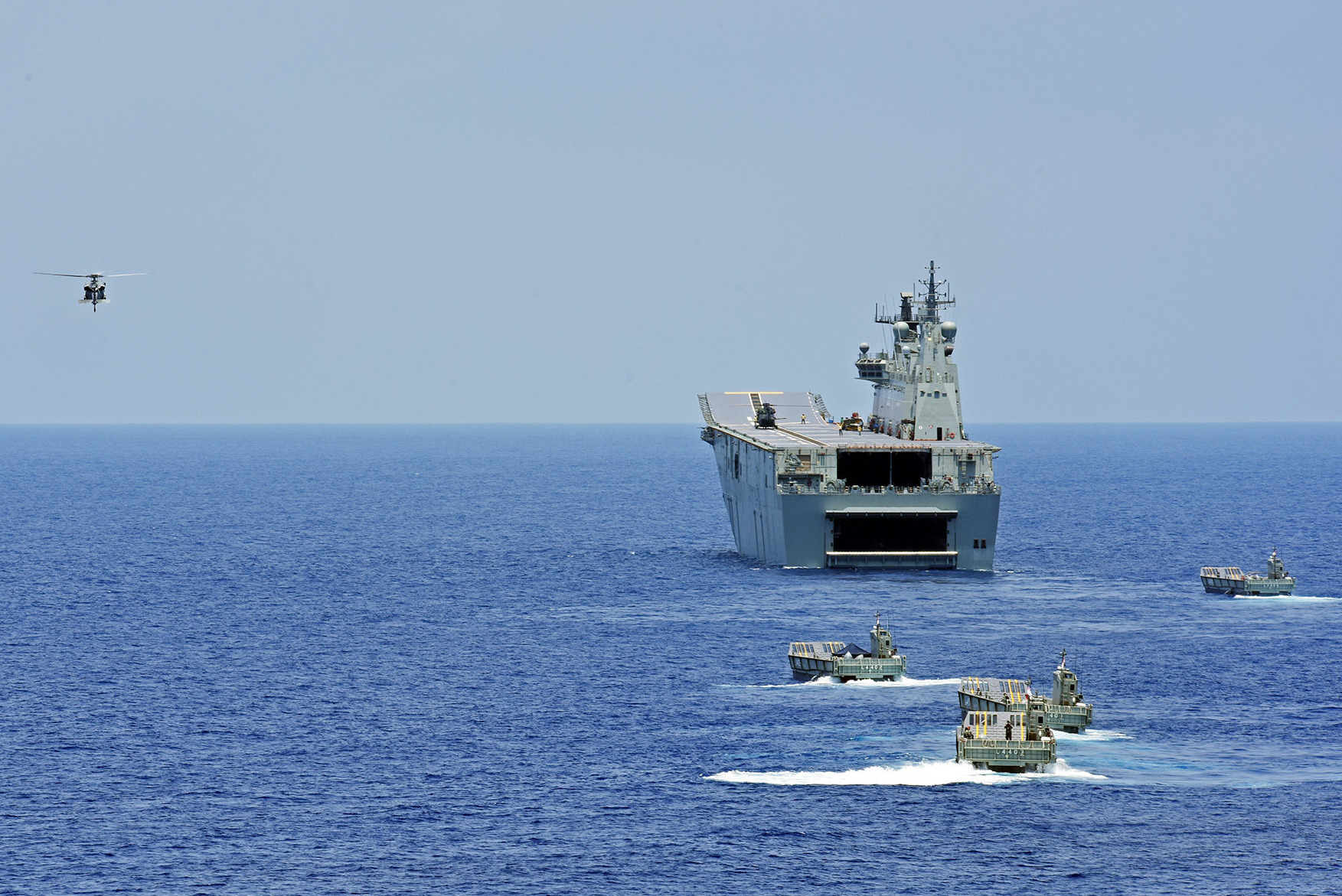
Canberra na námořním cvičení RIMPAC 2016

Canberra je vyzbrojena čtyřmi 25mm dálkově ovládanými zbraňovými systémy Typhoon, šesti 25mm automatickými kanóny M242 Bushmaster a jedním 7,62mm kulometem M240. Loď může převážet až osmnáct vrtulníků, ovšem obvykle nevyužívá více než poloviny kapacity hangáru a nese jich pouze osm.

## Pozemní vojenská technika
Canberra je pro pozemní invaze vybavena 110 vozidly a čtyřmi vyloďovacími čluny LCM-1E.